# Gran Premio di Messina 1961
Il Gran Premio di Messina 1961 è stata la terza ed ultima edizione del Gran Premio di Messina, gara automobilistica di Formula Junior. Si è disputato il 23 luglio 1961 sul circuito del Lago di Ganzirri a Messina, su 20 giri per un totale di 120,4km. La gara faceva parte del Campionato Italiano Formula Junior.

## Classifica finale
| #  | Pilota             | Nazione       | Auto                | Tempo/Giri |
| -- | ------------------ | ------------- | ------------------- | ---------- |
| 1  | Angus Hyslop       | Nuova Zelanda | Lotus - Ford        | 46' 4" 300 |
| 2  | Denis Hulme        | Nuova Zelanda | Cooper - BMC        | 20         |
| 3  | Giacomo Russo      | Italia        | Lotus - Ford        | 20         |
| 4  | Gianfranco Moroni  | Italia        | Stanguellini - FIAT | 20         |
| 5  | Gastone Zanarotti  | Italia        | Stanguellini - FIAT | 20         |
| 6  | Corrado Manfredini | Italia        | Wainer - FIAT       | 20         |
| 7  | Tony Settember     | Stati Uniti   | Cooper - BMC        | 20         |
| 8  | Jacques Cales      | Francia       | Stanguellini - FIAT | 19         |
| 9  | Giancarlo Moiso    | Italia        | Stanguellini - FIAT | 19         |
| 10 | Rob Slotemaker     | Nuova Zelanda | Lola - Ford         | 19         |

Il giro più veloce è stato realizzato da Colin Davis in 2' 12" 600, ad una media di 163,439 kmh.